# ワーラー変性
ワーラー変性（ワーラーへんせい、英: Wallerian degeneration）とは、末梢神経線維が切断や挫滅などにより神経細胞との連絡が断たれたときに生じる変化。神経線維の断端遠位部より始まり、軸索は腫大した後に萎縮を経て断片化していく。ワーラー変性の名はA.V.Wallerにより記載されたことにちなむ。